# Międzywałowa

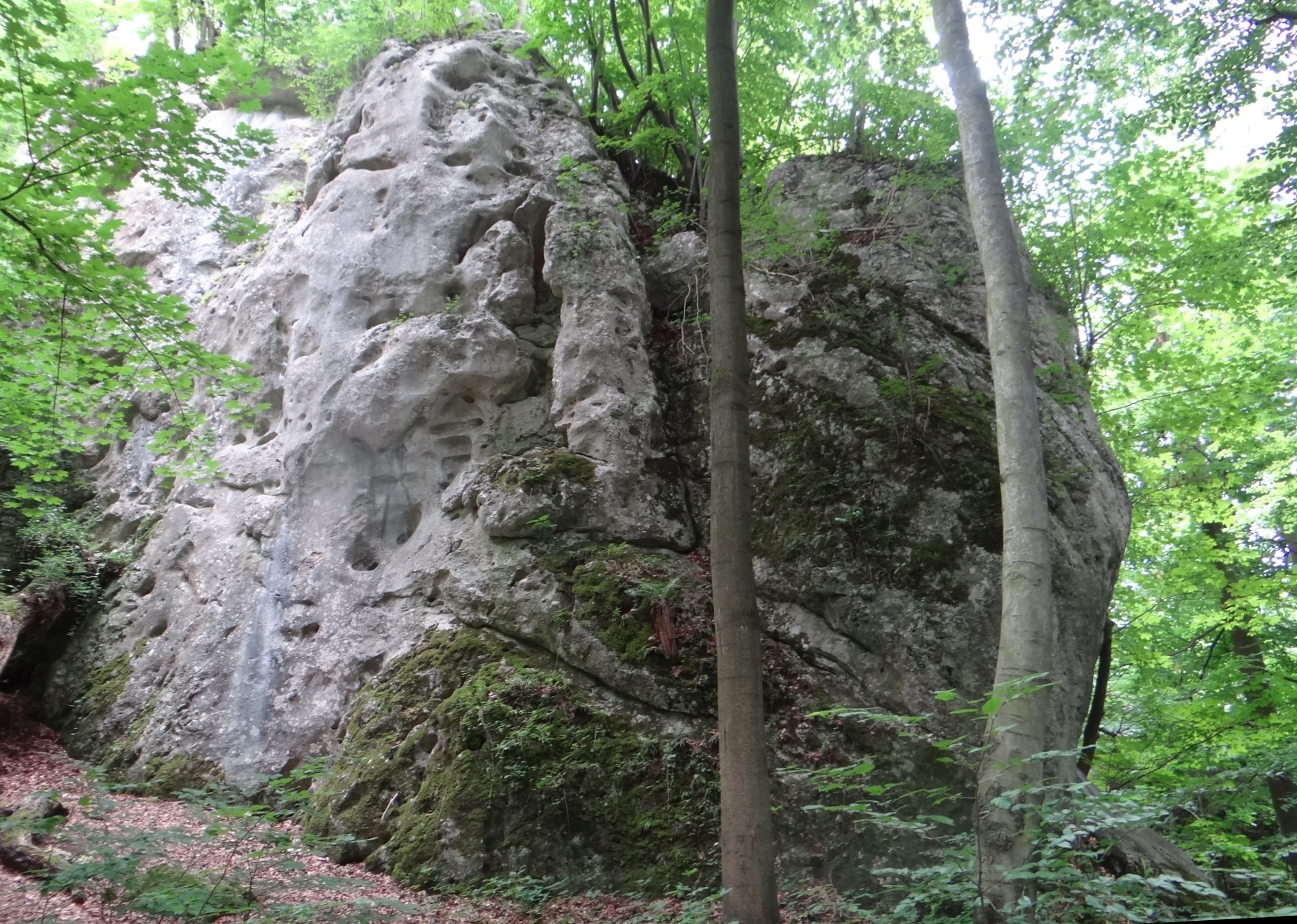

Międzywałowa – skała w rezerwacie przyrody Parkowe we wsi Siedlec w województwie śląskim, w powiecie częstochowskim, w gminie Janów. Znajduje się przy drodze wojewódzkiej nr 793, zaraz naprzeciwko wjazdu do Pstrągarni w Złotym Potoku. Pod względem geograficznym znajduje się w Dolinie Wiercicy na Wyżynie Częstochowskiej.
Zbudowana z twardych wapieni skalistych skała Międzywałowa ma wysokość 18 m i znajduje się w odległości kilkudziesięciu metrów od drogi na stromym zboczu Osiedla Wały. Dawniej uprawiana była na niej wspinaczka skalna. W 2008 r. poprowadzono na niej 6 dróg wspinaczkowych o trudności od IV do VI.2 w skali Kurtyki, jest też możliwość poprowadzenia jeszcze jednej drogi. Na drogach zamontowano stałe punkty asekuracyjne (ringi i stanowiska zjazdowe), ale obecnie wspinaczka na tej skale jest zabroniona.
Na internetowym portalu wspinaczkowym Międzywałowa jest opisana jako Skała na Studni IV.
Na zboczu poniżej Osiedla Wały jest jeszcze kilka innych skał: Pozytywki, Podwale, Skała z Krzyżem, Skała na Studni. Dawniej uprawiana była na nich wspinaczka skalna, obecnie wspinaczka na wszystkich tych skałach jest zakazana. 